# Matthias Koch (Bühnenbildner)
Matthias Koch ist ein deutscher Bühnen- und Kostümbildner.

## Leben
Koch schloss 2005 sein Studium als Bühnen- und Kostümbildner an der Hochschule für Bildende Künste Dresden ab, war von 2005 bis 2008 Assistent am Staatstheater Stuttgart und leitete dort in der Spielzeit 2008/2009 die Ausstattung des Schauspiel Stuttgart. Seit 2009 lebt er in Berlin und arbeitet als freier Bühnen- und Kostümbildner. Er zeichnete verantwortlich für die Ausstattung von Produktionen am Thalia Theater Hamburg, am Maxim Gorki Theater in Berlin, am Theater Basel, Roten Fabrik in Zürich und im Theaterhaus Jena. Er arbeitet mit namhaften Regisseuren zusammen – darunter Nina Gühlsdorff, Eike Hannemann, Ronny Jakubaschk, Hans-Werner Kroesinger, Alexander Nerlich, Dorothea Schroeder und Alexander Simon. 2012 stattete er die Neufassung der Fledermaus von Johann Strauss – erstellt von Anita Augustin für vier Schauspieler und zwei DJs – aus, die von Jonas Knecht inszeniert wurde. Die Produktion wurde am Theater Chur erarbeitet und danach am Fabriktheater der Roten Fabrik in Zürich, in den Sophiensælen Berlin und am Schlachthaus Theater in Bern gezeigt.
Koch arbeitet regelmäßig mit dem deutschen Regisseur Antú Romero Nunes zusammen, darunter waren vier vielbeachtete Inszenierungen: 2012 Schillers Die Räuber am Berliner Maxim-Gorki-Theater, danach auch am Staatstheater Stuttgart, im September 2013 Moby Dick nach Herman Melville im Hamburger Thalia Theater, im Dezember 2015 das Joseph-Roth-Projekt Hotel Europa oder Der Antichrist am Wiener Akademietheater und im März 2016 Heinrich August Marschners Der Vampyr an der Komischen Oper Berlin.

## Auszeichnungen
- 2016 Rolf-Mares-Preis in der Kategorie Herausragendes Bühnenbild für Das Schloss im Thalia Theater